# Liste der Geotope im Landkreis Landshut
Diese Liste enthält die Geotope des Niederbayerischen Landkreises Landshut in Bayern.
Die Liste enthält die amtlichen Bezeichnungen für Namen und Nummern des Bayerischen Landesamt für Umwelt (LfU) sowie deren geographische Lage. Diese Liste ist möglicherweise unvollständig. Im Geotopkataster Bayern sind etwa 3.400 Geotope (Stand März 2020) erfasst. Das LfU sieht einige Geotope nicht für die Veröffentlichung im Internet geeignet. Einige Objekte sind zum Beispiel nicht gefahrlos zugänglich oder dürfen aus anderen Gründen nur eingeschränkt betreten werden.
| Name                                                        | Bild | Geotop ID | Gemeinde / Lage         | Geologische Raumeinheit | Beschreibung | Fläche m² / Ausdehnung m | Geologie                                                                                | Aufschlussart                  | Wert      | Schutzstatus                                     | Bemerkung |
| ----------------------------------------------------------- | ---- | --------- | ----------------------- | ----------------------- | --- | ------------------------ | --------------------------------------------------------------------------------------- | ------------------------------ | --------- | ------------------------------------------------ | --------- |
| Ehemalige Kiesgrube an der Steinleite W von Landshut        |      | 274A001   | Altdorf Position        | Donau-Isar-Hügelland    | Der 35 m hohe Aufschluss zeigt ein Profil der Nördlichen Vollschotter mit Sanden, Schluffen, Mergeln und Kiesen, die teilweise zu Nagelfluhen verbacken sind und einzelne Eisenhydroxidbänder enthalten. Im Vorfeld der Aufschlusswand stehen Neubauten. Es ist nur der unterste Teil der teilweise überwachsenen und verstürzten Aufschlusswand zugänglich. | 1500 50 × 30             | Typ: Gesteinsart Art: Schotter, Konglomerat                                             | Kiesgrube/Sandgrube            | bedeutend | kein Schutzgebiet                                |           |
| Kiesgrube am Kaltellerberg SW von Mettenbach                |      | 274A003   | Essenbach Position      | Donau-Isar-Hügelland    | In dem Aufschluss steht ein im Raum Landshut verbreiteter Mergelhorizont innerhalb der Nördlichen Vollschotter an (bis zu 2 m mächtig). Dieser greift diskordant über ein Erosionsrelief der horizontal, teilweise auch schräggeschichteten Schotter. Von der Oberfläche greifen tiefe, lehmgefüllte Verwitterungstaschen in die Schotter ein, die den Mergelhorizont überlagern. Der Aufschluss beginnt zuzuwachsen (2003). | 600 30 × 20              | Typ: Diskordanz, Bodenprofil Art: Schotter, Mergel                                      | Kiesgrube/Sandgrube            | wertvoll  | kein Schutzgebiet                                |           |
| Ehemalige Kiesgrube Tiefenbach                              |      | 274A004   | Tiefenbach Position     | Isar-Inn-Hügelland      | Der Großteil der ehemaligen Kiesgrube ist inzwischen verstürzt und zugewachsen, die verbliebenen Aufschlüsse sind schlecht zugänglich. Abgebaut wurden Kiese der Nördlichen Vollschotter, die Aufschlüsse zeigten ein typisches Sedimentationsbild mit Kreuz- und Schrägschichtung, Konglomerat- und Sandsteinlagen. Aus dem Bruch wurden auch Reutersche Blöcke beschrieben, ortsfremde Malmkalkbrocken, die mit dem Riesereignis oder vulkanischer Aktivität in Verbindung gebracht werden. | 800 40 × 20              | Typ: Schichtfolge Art: Schotter, Sand, Konglomerat                                      | Kiesgrube/Sandgrube            | bedeutend | kein Schutzgebiet                                |           |
| Ehemalige Kiesgrube Großmaulberg SE von Vilsbiburg          |      | 274A008   | Vilsbiburg Position     | Isar-Inn-Hügelland      | Die in der ehemaligen Kiesgrube aufgeschlossenen Sedimente werden in die Moldanubische Serie der oberen Oberen Süßwassermolasse gestellt. Die Grube ist bis auf zwei kleinere Aufschlüsse komplett zugewachsen. Früher waren an der ehemaligen Abbauwand in schräggeschichteten Sanden (Feldspat und Biotit führend, mit Eisenhydroxid-Imprägnationen) zylindrische Hohlräume im Sediment zu sehen, die auf eingelagertes Treibholz hinwiesen. In Tonlinsen wurde eine Blattflora gefunden. | 2400 120 × 20            | Typ: Sedimentstrukturen, Pflanzliche Fossilien Art: Sand                                | Kiesgrube/Sandgrube            | bedeutend | kein Schutzgebiet                                |           |
| Ehemalige Kiesgrube am Klausenberg W von Achdorf            |      | 274A009   | Tiefenbach Position     | Paar-Isar-Region        | Der Aufschluss im höheren Teil der Nördlichen Vollschotter mit einem Geröllspektrum aus Quarzen, Kalken, kristallinen Gesteinen und klastischen sowie kieseligen Sedimenten zeigt das typische Sedimentationsbild eines miozänen Flusssystems mit alpinem Einzugsgebiet. Im Hangschutt wurde ein Zahnfragment eines Elefantenartigen (Gomphotherium) gefunden. Die ehemalige Grubenwand ist inzwischen weitgehend verstürzt und zugewachsen. Aufschlüsse finden sich nur im obersten Bereich. | 1600 80 × 20             | Typ: Gesteinsart, Tierische Fossilien Art: Schotter                                     | Kiesgrube/Sandgrube            | bedeutend | kein Schutzgebiet                                |           |
| Doberlöcher W von Eck                                       |      | 274G001   | Kröning Position        | Isar-Inn-Hügelland      | In dem Areal finden sich flache Gruben als Zeugen eines ehemaligen Tonabbaus. Abgebaut wurden Tone aus der Hangendserie der Oberen Süßwassermolasse zur Nutzung als keramischen Rohstoff. Die Tone waren Grundlage eines über Jahrhunderte blühenden Töpfergewerbes im Gebiet des Krönings (Kröninger Hafnerware) und von bäuerlichen Ziegelei-Kleinbetrieben. Die Tone wurden in Stillwasserbereichen (Altwässer, kleine Seen und Tümpel am Rand von Fließgewässern) abgelagert und sind als kleinräumige Linsen ausgebildet. | 3000 100 × 30            | Typ: Pinge/nfeld Art: Ton                                                               | kein Aufschluss                | bedeutend | kein Schutzgebiet                                |           |
| Hangrutsch am Enzelsberg (Schlösselberg NE von Hüttenkofen) |      | 274R001   | Niederaichbach Position | Paar-Isar-Region        | Der 50 m breite Hangrutsch am Isar-Steilhang entwickelte sich an einem Mergelhorizont, der durch die daran gebundenen Quellen zusätzlich durchfeuchtet wurde. An der Abrissnische sind die Sedimente (Kies, Sand, Mergel) der Nördlichen Vollschotter dereit noch aufgeschlossen. Allerdings ist der Aufschluss am zuwachsen und schlecht erreichbar. Die Rutschungsmassen zeigen sich als Erdwülste. Das unruhige Relief des Hanges weist darauf hin, dass hier schon häufiger Rutschungen stattgefunden haben. | 4000 80 × 50             | Typ: Rutschung, Schichtquelle Art: Tonmergel, Schotter                                  | Hanganriss/Felswand            | bedeutend | kein Schutzgebiet                                |           |
| Hohe Bürg NE von Wolfsbach                                  |      | 274R002   | Niederaichbach Position | Paar-Isar-Region        | An der steilen Talflanke (ehemaliger Prallhang) des Isartales stehen Nördliche Vollschotter an. Die Schotterabfolge besteht aus einer Wechselfolge von Kiesen und Sanden, in die auch Mergel eingeschaltet sind. Die Mergel im Niveau des Betonithorizonts weisen erhöhte Gehalte quellfähiger Tonminerale auf, was Hangrutsche begünstigt. Unterhalb des Burgstalls sind an einer mehreren Meter hohen Abrisskante einer Rutschung die Sedimente freigelegt. | 20000 200 × 100          | Typ: Prallhang, Rutschung Art: Schotter, Sand, Mergel                                   | Hanganriss/Felswand            | bedeutend | Naturdenkmal, FFH-Gebiet                         |           |
| Terrassen im Aichbachtal bei Reichersdorf                   |      | 274R003   | Niederaichbach Position | Isar-Inn-Hügelland      | Über dem heutigen Bachlauf lassen sich im Aichbachtal zwischen Wimm und Niederaichbach drei Terrassenstufen unterscheiden. Die drei Terrassenstufen (spätwürmzeitlich bis subrezent) sind parallelisierbar mit Terrassen im Isartal, der Altstadt-(spätwürmzeitlich), der Lerchenfeld- (römerzeitlich bis frühmittelalterlich) und der Auenwaldstufe (subrezent, 19./20. Jahrhundert). | 12000 800 × 15           | Typ: Terrasse Art: Schotter                                                             | kein Aufschluss                | bedeutend | kein Schutzgebiet                                |           |
| Terrasse S von Ried                                         |      | 274R004   | Bruckberg Position      | Donau-Isar-Hügelland    | Das Isartal zwischen Moosburg und östlich Landshut wird linksseitig von als deutlich gegen das Tertiärhügelland abgesetzten Verebnungsflächen begleitet, der rissglazialen Hochterrasse. Zwischen Bruckberg und Gündlkofen ist diese Hochterrasse besonders markant ausgebildet. Sie bildet dort gegenüber den spätwürmglazialen und holozänen Isartalböden eine auffallend hohe Geländestufe. Bei Ried zeichnet die Terrassenkante als Prallhang die Mäanderschlinge eines früheren Isarlaufes nach. | 6000 300 × 20            | Typ: Terrasse, Prallhang Art: Schotter                                                  | kein Aufschluss                | bedeutend | kein Schutzgebiet                                |           |
| Schwalbengraben E von Niederaichbach                        |      | 274R005   | Niederaichbach Position | Isar-Inn-Hügelland      | Der Schwalbengraben ist ein steilwandiges Bachtal, eingeschnitten in das rechte Isarsteilufer, das im Oberlauf als Kerbtal, im Unterlauf als Kerbsohlental ausgebildet ist. Der Bach wird von mehreren ständigen und periodischen Quellen gespeist. Im Oberlauf sind an einigen Stellen durch Erosion an Prallhängen die Schotter der anstehenden Oberen Süßwassermolasse aufgeschlossen. Im Unterlauf hat sich durch Aufschotterung ein Schwemmkegel bis auf die Isarauen gebildet. Der Bach versickert hier im eigenen Schotterbett. | 60000 3000 × 20          | Typ: Kerbtal, Prallhang, Terrasse Art: Schotter                                         | Prallhang/Flussbett/Bachprofil | wertvoll  | FFH-Gebiet                                       |           |
| Südlicher Isartalhang NE von Landshut                       |      | 274R006   | Niederaichbach Position | Paar-Isar-Region        | Der Erosionssteilhang am Isartal wurde während des Pleistozäns (evtl. ab Mindel-Kaltzeit) angelegt. Es gibt keine kaltzeitlichen Terrassensedimente. Diese wurden wahrscheinlich während der Würm-Kaltzeit vollständig ausgeräumt. Der Steilhang liegt weitgehend in Nördlichen Vollschottern. An Mergel- und Schluffhorizonten treten Schichtquellen aus, teilweise mit Kalktuffausscheidungen (z. B. Fluss-km 57,2 und 57,8 [=274R007]). An den steilen Talhängen ereignen sich immer wieder Hangrutsche. | 50000 1000 × 50          | Typ: Prallhang, Sinterbildung, Schichtquelle, Rutschung Art: Mergel, Schotter, Kalktuff | kein Aufschluss                | wertvoll  | FFH-Gebiet                                       |           |
| Kalktuffbildungen am Kellerberg NE von Niederaichbach       |      | 274R007   | Niederaichbach Position | Paar-Isar-Region        | An einer Schichtquelle (breite Austrittszone, mit alter Quellfassung) entspringen mehrere kleine Bächlein, an denen Kalktuff ausgeschieden wird. Es treten sowohl wallartige als auch flächige Kalktuffbildungen auf. Teilweise bilden sie Rinnen, in denen das Wasser abfließt. Die Kalktuffpolster erreichen bis zu 1 m Mächtigkeit. Für die Kalkfällung aus dem Grundwasser spielen sowohl organische als auch anorganische Prozesse eine Rolle. Am Aufbaue der Tuffe sind u. a. Moose und Algen beteiligt. | 20 5 × 4                 | Typ: Sinterbildung, Schichtquelle Art: Kalktuff                                         | kein Aufschluss                | bedeutend | FFH-Gebiet                                       |           |
| Kiesbank der Goldgewinnung an der Isar bei Niederaichbach   |      | 274R008   | Niederaichbach Position | Paar-Isar-Region        | Unterhalb des Kellerbergs östlich von Niederaichbach ist in der begradigten und eingedeichten Isar eine Landzunge erhalten. Der Vergleich mit der Uraufnahme aus dem 19. Jahrhundert zeigt, dass es sich hier um das Relikt einer Kiesbank handelt, die mitten in der damals noch ungezähmten Isar lag. Berichte über den Ablauf der Goldwäscherei an der Isar und über in Goldern – 2 km südlich – ansässige Goldwäscher machen es wahrscheinlich, dass auch an dieser Kiesbank nach den jährlichen Frühjahrs-Hochwässern auf das Edelmetall gewaschen wurde. Spuren davon sind freilich nicht mehr erhalten. Mit der Begradigung des Flusslaufs zur Landgewinnung und zum Hochwasserschutz ab Ende des 19. Jahrhunderts endeten die Neuanlandungen von Kies und Seifengold und damit endete auch die Goldwäscherei. In der landwirtschaftlich genutzten oder überbauten Talaue nördlich der Isar zeichnen sich noch heute im Digitalen Geländemodell aus Laserscandaten die alten Flussmäander ab. | 12000 300 × 40           | Typ: Schwemmfächer, Mäander, Seifenwäscherei Art: Kies, Sand                            | Prallhang/Flussbett/Bachprofil | wertvoll  | FFH-Gebiet                                       |           |
| Isar-Stromschnelle Sieben Rippen bei Bruckbergerau          |      | 274R009   | Bruckberg Position      | Paar-Isar-Region        | Westlich der Autobahnbrücke fließt die Isar durch auffällige Stromschnellen, die durch Konglomeratrippen im Flussbett verursacht werden. Die tertiären Molasseschotter sind hier zu Konglomerat verfestigt. Möglicherweise steht dies im Zusammenhang mit der Störungszone des Landshut-Neuöttinger-Abbruchs im Untergrund. Dies ist die einzige Stelle an der Mittleren und Unteren Isar, wo das Flussbett aus Festgestein besteht. Bei Flusskilometer 87,4 befindet sich neben dem Radweg am nördlichen Ufer eine Infotafel. Hier gelangt man auch über einen Pfad hinunter ans Ufer. | 9000 150 × 60            | Typ: Wasserfall, Bach-/Flusslauf, Härtling, Sedimentstrukturen Art: Konglomerat         | Prallhang/Flussbett/Bachprofil | wertvoll  | Naturschutzgebiet, FFH-Gebiet, Vogelschutzgebiet |           |